# Archytas arnaudi
Archytas arnaudi är en tvåvingeart som beskrevs av Guimaraes 1963. Archytas arnaudi ingår i släktet Archytas och familjen parasitflugor. Inga underarter finns listade i Catalogue of Life.